# 袁鎬
袁鎬（1435年—？），江西人，明朝政治人物。進士出身。

## 生平
江西鄉試第七十七名。天順八年（1464年）甲申科會試第一百四十七名，殿試登進士第三甲第八名。

## 家族
曾祖父袁貴榮。祖父袁斌，曾任吏科給事中。父亲袁。